# Piano d'azione congiunto
Il 24 novembre 2013, l'Iran ha firmato un piano d'azione congiunto conosciuto anche come accordo ad interim di Ginevra sul programma nucleare iraniano con i paesi P5+1 a Ginevra. L'Iran ha accettato una moratoria a breve termine sul suo programma nucleare in cambio di concessioni parziali sulle sanzioni economiche imposte in base all'accordo. Rappresentava il primo accordo formale tra gli Stati Uniti e l'Iran in 34 anni. L'attuazione dell'accordo è iniziata il 20 gennaio 2014.
Il piano d'azione congiunto e i negoziati che ne sono seguiti hanno infine portato a un accordo quadro dell'aprile 2015 e quindi a un accordo finale del luglio 2015, il piano d'azione congiunto globale.
L'8 maggio 2018 il presidente degli Stati Uniti Donald Trump annuncia il ritiro degli Stati Uniti da questo accordo.

## Contesto
Il programma nucleare iraniano è stato originariamente lanciato negli anni '50 con uno scopo pacifico. In seguito alla rivelazione di impianti nucleari non divulgati da parte di un gruppo di opposizione nel 2002, c'è stata una crescente preoccupazione nella comunità internazionale per il programma nucleare iraniano. 
Dal 2006, il Consiglio di sicurezza delle Nazioni Unite ha approvato una proposta per imporre un totale di quattro cicli di sanzioni all'Iran in vista del suo controverso programma nucleare. Inoltre, gli Stati Uniti e l'Unione europea hanno imposto all'Iran una serie di restrizioni all'esportazione e al commercio di petrolio.
Il vincitore delle elezioni presidenziali del giugno 2013, Hassan Rouhani, ha sottolineato la necessità di revocare le restrizioni al programma nucleare iraniano e di raggiungere un accordo diplomatico con la comunità internazionale.
Il 15 ottobre 2013 sono iniziati i negoziati tra l'Iran e sei paesi intermedi.

## Negoziatori

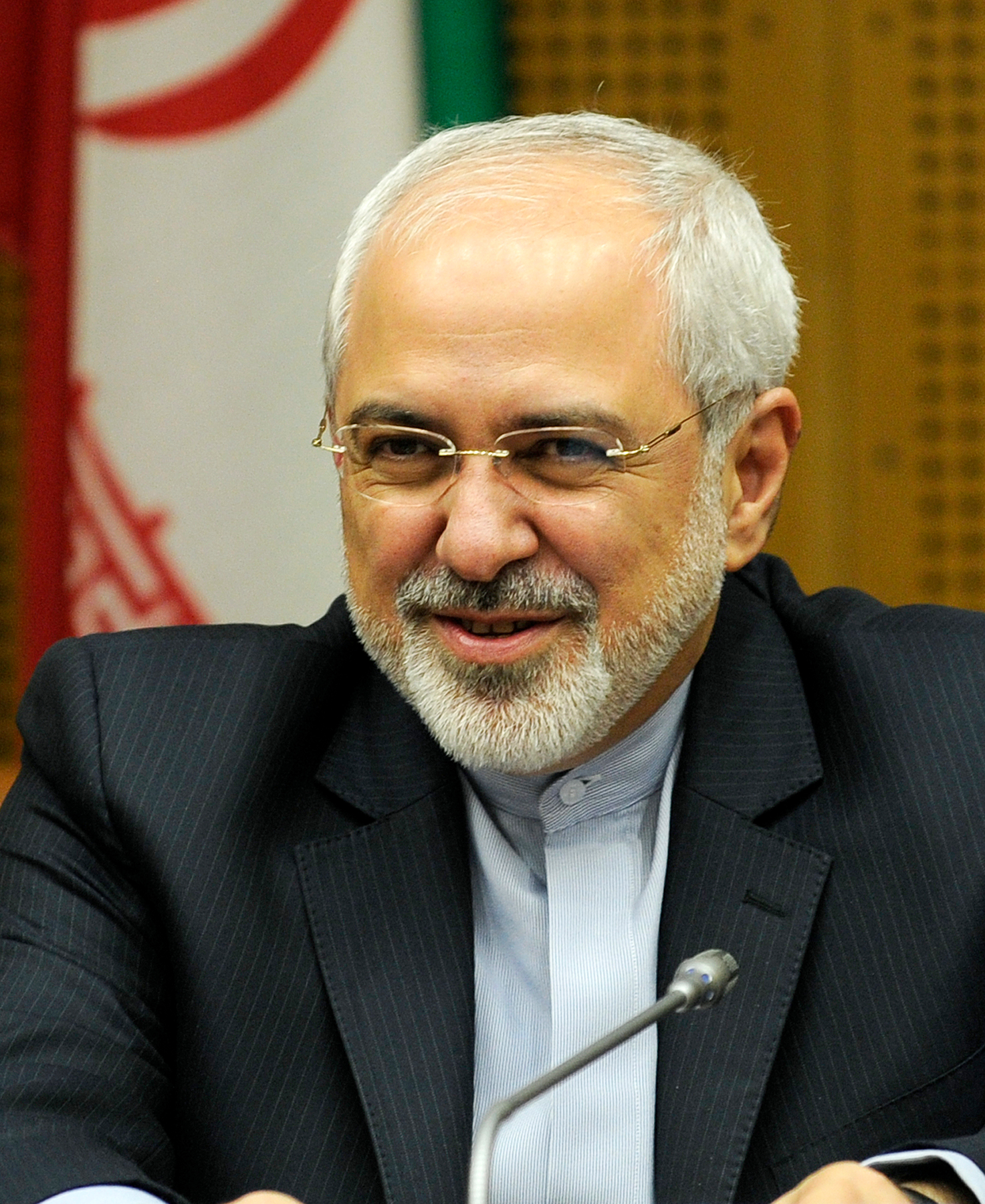
IRN Mohammad Javad Zarif Ministro degli affari esteri
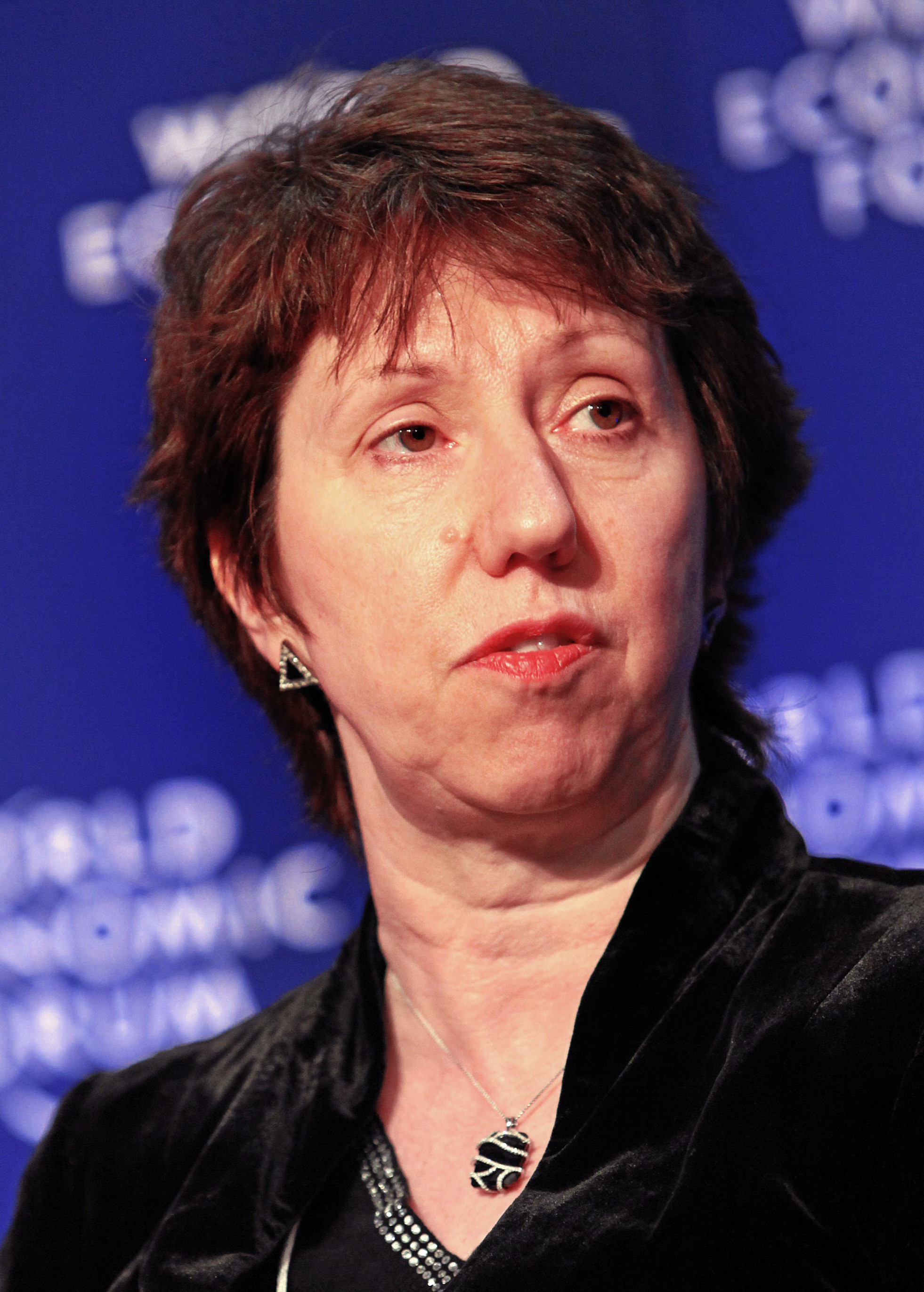
' Catherine Ashton Alto rappresentante
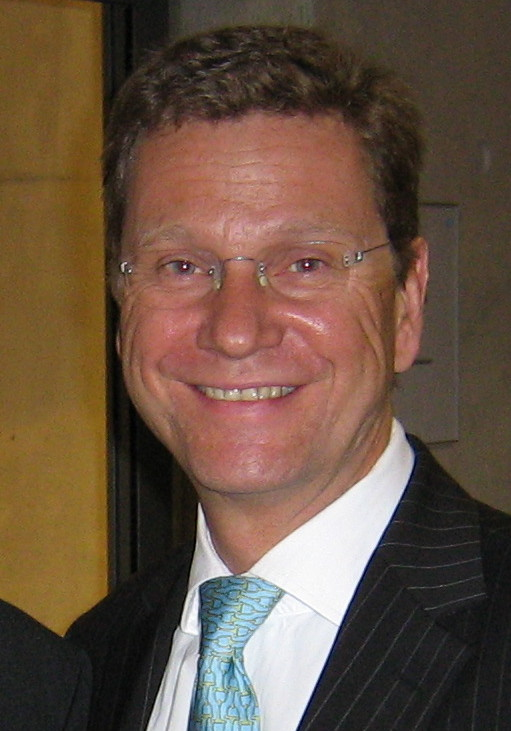
DEU Guido Westerwelle Ministro degli affari esteri
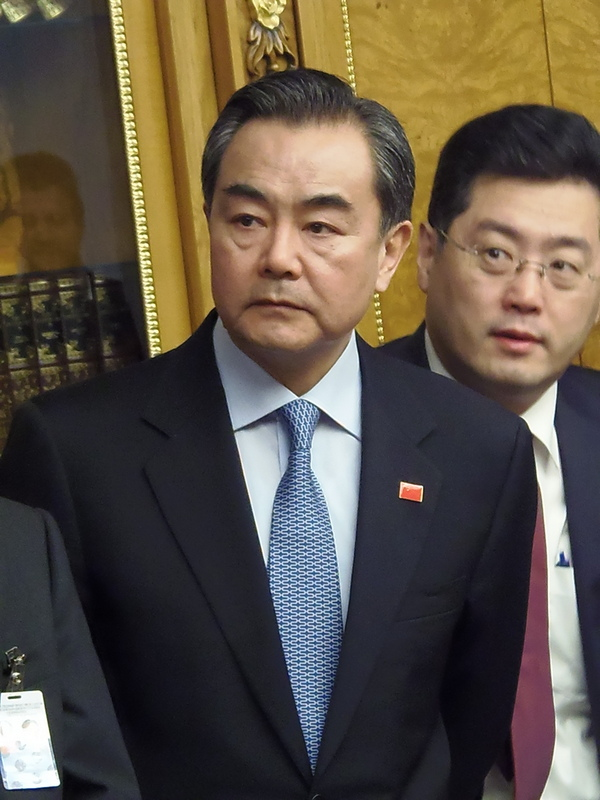
CHN Wang Yi Ministro degli affari esteri
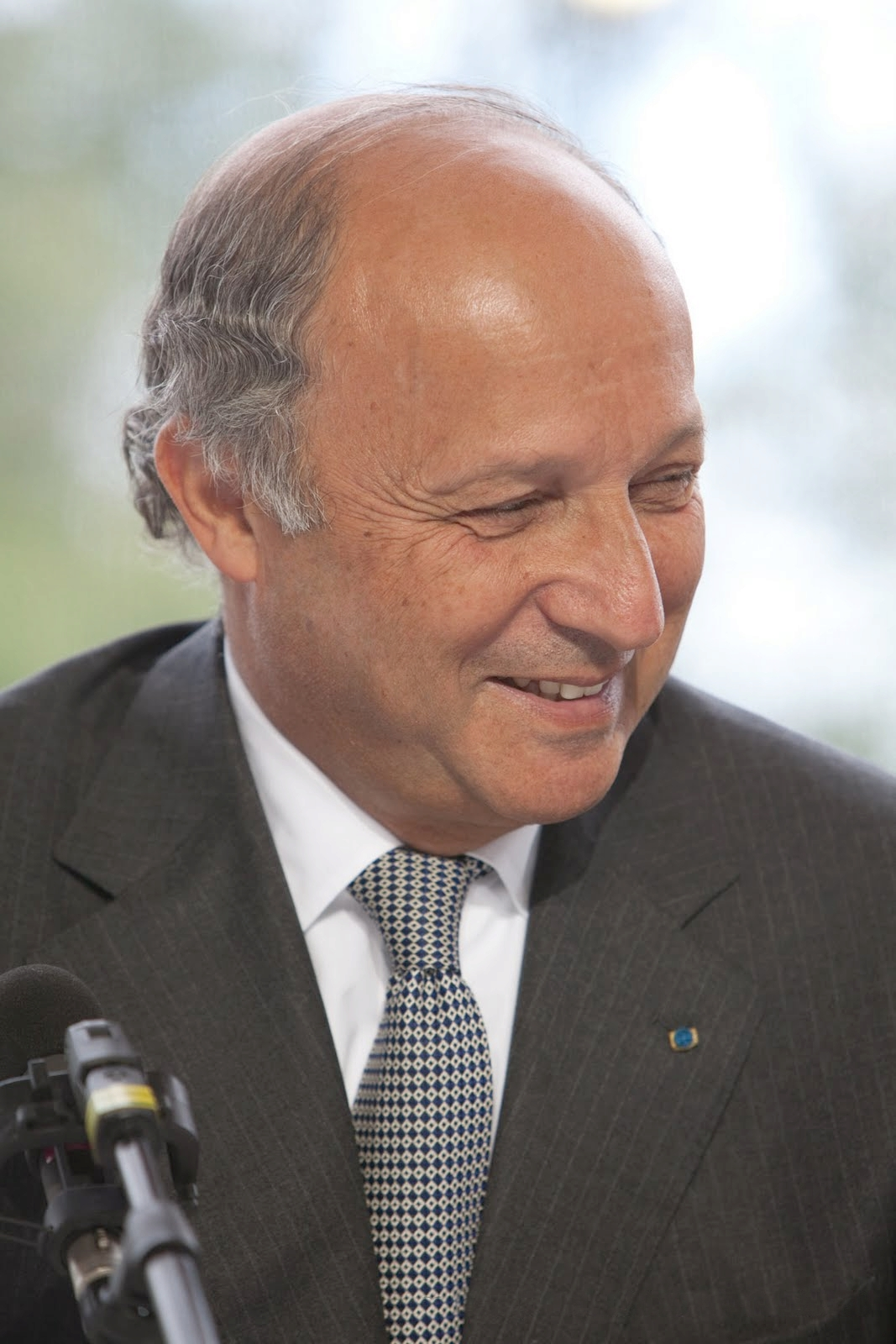
FRA Laurent Fabius Ministro degli affari esteri
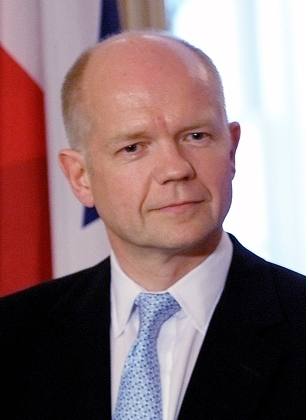
GBR William Hague Segretario di Stato per gli affari esteri
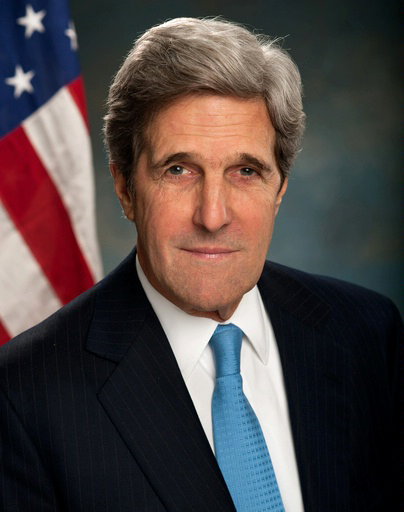
USA John Kerry Segretario di Stato
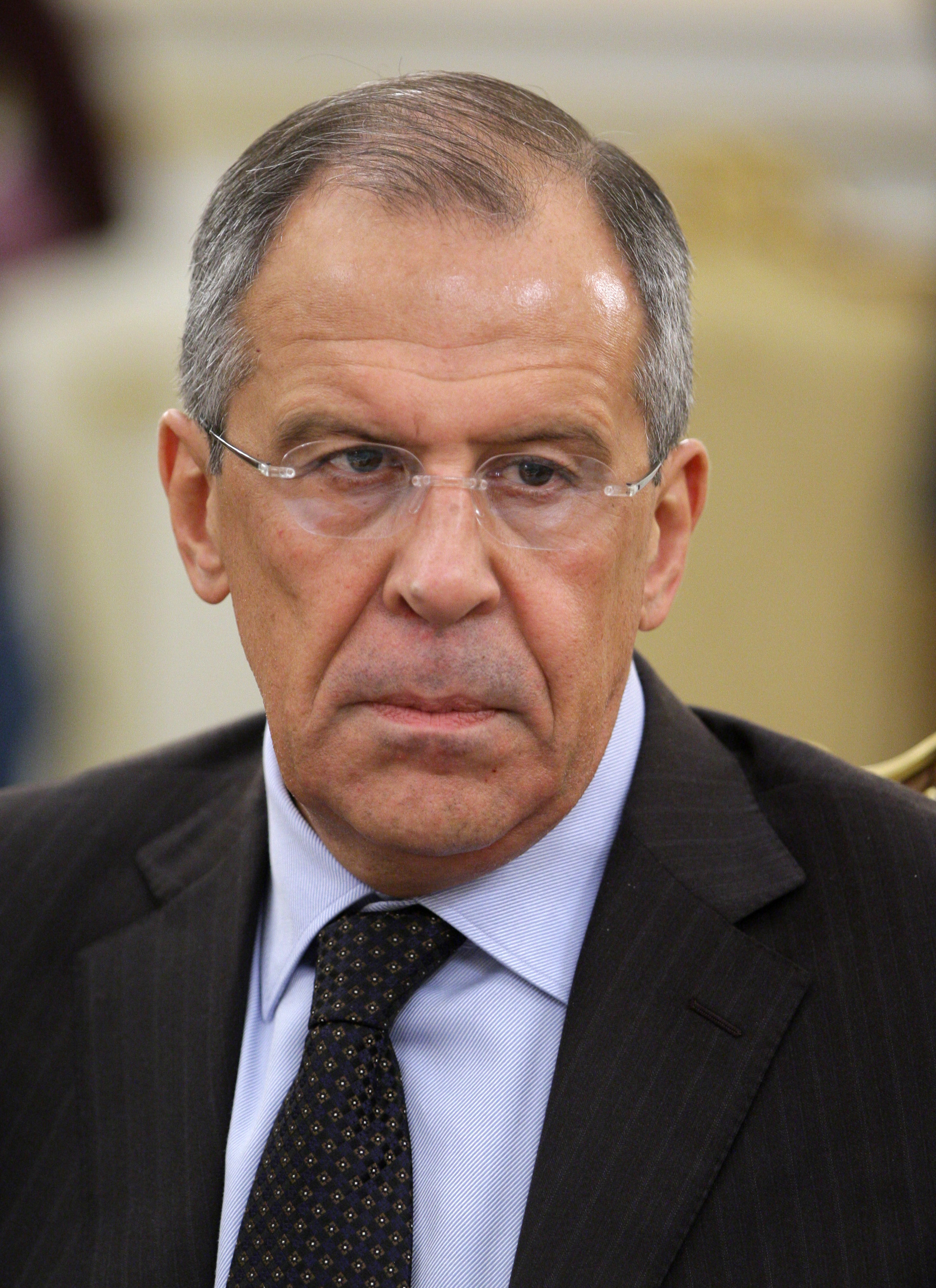
RUS Sergey Lavrov Ministro degli affari esteri

- Iran
Mohammad Javad Zarif Ministro degli affari esteri
- Unione europea
Catherine Ashton
Alto rappresentante
- Germania
Guido Westerwelle Ministro degli affari esteri
- Cina
Wang Yi
Ministro degli affari esteri
- Francia
Laurent Fabius
Ministro degli affari esteri
- Regno Unito
William Hague Segretario di Stato per gli affari esteri
- Stati Uniti
John Kerry
Segretario di Stato
- Russia
Sergey Lavrov 
 Ministro degli affari esteri

## Implementazione
Il 24 novembre 2013, secondo l'accordo raggiunto con 5 membri permanenti del Consiglio di sicurezza delle Nazioni Unite - Stati Uniti, Gran Bretagna, Russia, Cina, Francia e inoltre Germania - l'Iran ridurrà le sue riserve di uranio arricchito e monitorerà i suoi impianti nucleari. L'Iran fermerà oltre il 5% l'arricchimento dell'uranio e lo sviluppo della centrale nucleare di Arak. L'accordo fornirà all'Iran quasi 7 miliardi di dollari in aiuti e non ci saranno nuove sanzioni per 6 mesi.
L'accordo stabilisce un arco di tempo di 6 mesi tra l'Iran ei negoziatori P5+1 per ampliare il consenso e formalizzare le relazioni nucleari dell'Iran con i paesi di tutto il mondo.

## Reazioni
L'accordo è stato accolto con favore da molti paesi nel mondo ed è considerato un passo importante verso il miglioramento delle relazioni.
Il governo e i leader israeliani hanno reagito negativamente all'argomento . Il primo ministro israeliano Benjamin Netanyahu ha definito l'accordo con l'Iran un "errore storico".
Il segretario generale delle Nazioni Unite Ban Ki-moon ha elogiato l'accordo interinale nella sua dichiarazione, definendolo "l'inizio di un accordo storico".